# Guillos
Guillos är en kommun i departementet Gironde i regionen Nouvelle-Aquitaine i sydvästra Frankrike. Kommunen ligger i kantonen Podensac som tillhör arrondissementet Langon. År 2022 hade Guillos 454 invånare.

## Befolkningsutveckling
Antalet invånare i kommunen Guillos
Referens:INSEE